# Cyrtandra umbellifera
Cyrtandra umbellifera är en tvåhjärtbladig växtart som beskrevs av Elmer Drew Merrill. Cyrtandra umbellifera ingår i släktet Cyrtandra och familjen Gesneriaceae. Inga underarter finns listade i Catalogue of Life.